# Aubrey de Vere, 1. Earl of Oxford

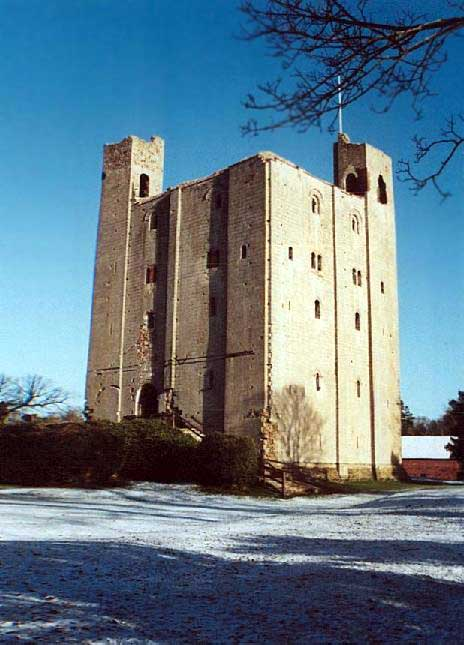
Hedingham Castle, Sitz der Earls of Oxford

Aubrey de Vere, 1. Earl of Oxford (* um 1115; † 26. Dezember 1194) war ein englischer Adliger, der in den Thronfolgestreit zwischen König Stephan und Kaiserin Matilda Mitte des 12. Jahrhunderts, genannt die Anarchie, verwickelt war.

## Leben
Er war der Sohn von Aubrey II. de Vere, Master Chamberlain, und Alice de Clare, Tochter von Gilbert de Clare. 1136 oder 1137 heiratete er Beatrix de Bourbourg, Tochter von Henri, Kastellan von Bourbourg († 1168), sowie Enkelin und Erbin von Manassès, Graf von Guînes. Nach dem Tod von Manassès 1137 reiste Aubrey nach Guînes, huldigte Dietrich von Elsass, Graf von Flandern, und wurde aus dem Recht seiner Ehefrau (iure uxoris) als Graf von Guînes bestätigt.
Am 15. Mai 1141 beerbte Aubrey seinen Vater, der im Streit zwischen Stephan und Matilda in London von einem Mob erschlagen worden war. König Stephan war bei der Schlacht von Lincoln im Februar 1141 gefangen genommen worden, so dass Aubrey nun Matilda huldigte. Sein Schwager Geoffrey de Mandeville, 1. Earl of Essex scheint die Vergabe eines Earldoms an Aubrey im Juli 1141 erreicht zu haben, das von ihrem Sohn Henry fitz Empress in der Normandie bestätigt wurde. Dessen Urkunde sah vor, das Aubrey de Vere den Titel Earl of Cambridge erhalten solle, es sei denn, Cambridgeshire werde vom König von Schottland gehalten, in welchem Fall er die Auswahl aus vier anderen Titeln haben solle. Als der Fall eintrat, entschied sich Aubrey für den eines Earl of Oxford. Als König Stephan Ende 1141 aus der Gefangenschaft frei kam, schloss Geoffrey de Mandeville Frieden mit ihm, und Aubrey de Vere scheint es ihm gleichgetan zu haben.
Im Jahr 1143 jedoch verhaftete der König die Earl of Essex und Oxford in St Albans. Beide wurden gezwungen, ihre Burgen dem König zu übergeben, um ihre Freiheit wiederzugewinnen. Essex revanchierte sich, indem er sich gegen den König auflehnte; es scheint aber, dass Oxford seinen Schwager dabei nicht aktiv oder offen unterstützt hat.
Seine Ehe mit Beatrix de Bourbourg scheint unterdessen aufgrund von Beatrix’ schwacher Gesundheit nicht vollzogen worden zu sein. Irgendwann zwischen 1144 und 1146 einigte sich Oxford mit seinem Schwiegervater auf die Scheidung von Beatrix, wodurch Aubrey de Vere auch auf den Titel eines Grafen von Guînes verzichtete. Spätestens 1151 heiratete er Euphemia, König Stephan und Königin Mathilda gaben ihm das Anwesen von Ickleton in Cambridgeshire als Euphemias Mitgift. Die Ehe war nur von kurzer Dauer, da Euphemia 1154 bereits ohne Nachkommen verstorben war; sie wurde in Colne Priory in Earls Colne bestattet. Am 3. Mai 1152 starb Königin Mathilda in Hedingham Castle, der Burg Aubreys., im Winter 1152/53 nahm de Vere an Stephans Belagerung von Wallingford Castle teil, wo er 1153 wichtige Urkunden als „Earl Aubrey“ unterzeichnete.
1162 oder 1163 schloss er eine dritte Ehe mit Agnes of Essex, Tochter von Henry of Essex, Constable of England und Lord of Rayleigh. Zu dieser Zeit war Agnes vermutlich 12 Jahre alt. Kurz nach der Hochzeit wurde Aubreys Schwiegervater wegen Verrats angeklagt, er kämpfte und verlor die juristische Auseinandersetzung. Bis 1165 versuchte Aubrey nun, die Ehe annullieren zu lassen, angeblich, weil Agnes mit seinem Bruder Geoffrey de Vere verlobt gewesen war, wahrscheinlicher aber, weil ihr Vater in Ungnade gefallen und ruiniert worden war. Oxford „verbot seiner Frau den Mund und erlaubte ihr nicht, in die Kirche zu gehen oder auszugehen, und weigerte sich, mit ihr zusammenzuleben“, so der Bischof von London in einem Brief an den Papst über den Fall, nachdem die junge Countess sich an die Römische Kurie gewandt hatte. Der Papst schloss sich Agnes‘ Position an und erklärte die Ehe für gültig, aber der Earl weigerte sich weiterhin, sie als seine Frau zurückzunehmen. Agnes’ Freunde wandten sich an den Bischof von London und letztendlich an Papst Alexander III., der den Bischof 1171 oder 1172 anwies, Oxford zu befehlen, Agnes‘ ehelichen Rechte wiederherzustellen, oder ihn bei Weigerung zu exkommunizieren.
Von Agnes bekam Oxford schließlich vier Söhne, Aubrey de Vere, 2. Earl of Oxford, Ralph de Vere, Robert de Vere, 3. Earl of Oxford und Henry de Vere, sowie die Tochter Alice de Vere.
Im Bürgerkrieg von 1173/74 half Oxford, Robert de Beaumont, 3. Earl of Leicester abzuwehren, der mit einer Truppe am 29. September 1173 in Suffolk gelandet war.
1184 erhielt er die Vormundschaft über Isabel de Bolebec, der Tochter von Walter de Bolebec nicht aber die Verwaltung ihrer Güter übertragen. 1190 zahlte er 500 Mark für das Recht, sie mit seinem ältesten Sohn und Erben, Aubrey de Vere, später 2. Earl of Oxford zu verheiraten. Sie ist nicht zu verwechseln ist mit ihrer Tante Isabel de Bolebec (1164–1245), Witwe von Henry de Nonant, Lord of Totnes, und Tochter von Hugh de Bolebec, Lord of Whitchurch (Buckinghamshire), die Robert de Vere, den späteren 3. Earl of Oxford heiratete.
Am 3. September 1189 nahm Aubrey de Vere an der Krönung von König Richard I. teil. Er starb am 26. Dezember 1194 und wurde in Colne Priory bestattet. Agnes überlebte in und wurde später an seiner Seite begraben.